# Koji Miyoshi
Koji Miyoshi (三好 康児 Miyoshi Koji?), född 26 mars 1997, är en japansk fotbollsspelare som spelar för Birmingham City.
I maj 2017 blev han uttagen i Japans trupp till U20-världsmästerskapet 2017.